# Китоподібні
Китоподі́бні, або дельфіноподі́бні (Cetacea, або Delphiniformes) — інфраряд (застаріло — ряд) морських ссавців з ряду парнокопитних (Artiodactyla). Китоподібні є найбільшими з відомих тварин, які будь-коли жили на Землі. Етимологія: грец. κῆτος — «морське чудовисько або величезна риба».

## Систематика і філогенія
За традиційною класифікацією це ряд ссавців (Mammalia) або, за альтернативною їй кладистичною класифікацією, підряд ряду китопарнокопитних (Cetartiodactyla), з передніми кінцівками, що перетворилися в плавці, і рудиментарними слідами задніх кінцівок.
Група поділяється на підгрупи (підряди або інфраряди) зубатих китів (Odontoceti) і беззубих (вусатих) китів (Mysticeti). Вусаті кити мають спеціальні мембрани, рогові пластини, на верхній щелепі в роті, які називають китовим вусом. Усі представники цієї підгрупи мають великі розміри.

### Родини
- Китовиді або вусаті китоподібні (Balaenimorpha seu Mysticeti)
  - Китові (Balaenidae) — 2 сучасні роди й 4 сучасні види
  - Смугачеві (Balaenopteridae) — 3 роди й 11 видів
  - Цетотерієві (Cetotheriidae) — 1 рід, 1 вид
- Дельфіновиді, або зубаті китоподібні (Delphinimorpha seu Odontoceti)
  - Дельфінові (Delphinidae) — 19 родів, 37 видів
  - Інієві (Iniidae) — 1 рід, 4 види
  - Когієві (Kogiidae) — 1 рід, 2 види
  - Байджієві (Lipotidae) — 1 рід, 1 вид
  - Нарвалові (Monodontidae) — 2 роди, 2 види
  - Фоценові (Phocoenidae) — 3 роди, 8 видів
  - Кашалотові (Physeteridae) — 1 рід, 1 вид
  - Платаністові (Platanistidae) — 1 рід, 2 види
  - Понтопорієві (Pontoporiidae) — 1 рід, 1 вид
  - Дзьоборилові (Ziphiidae) — 6 родів, 24 види

## Загальний огляд
Китоподібні — ряд виключно водних ссавців. Китоподібні мають веретеноподібне обтічне тіло, на зразок обтічного тіла риби, гладку шкіру, практично без шерсті (мають рудиментарний волосяний покрив). Товстий шар жиру захищає від переохолодження. Передні кінцівки перетворені в лопатеподібні ласти, задні атрофовані. Хвіст закінчується великим горизонтальним плавником, що відіграє роль стабілізатора, а також забезпечує рух уперед завдяки вертикальним рухам. Кити дихають повітрям за допомогою легенів, є теплокровними, годують дитинчат молоком з молочних залоз.
Тіло китоподібних покрито гладкою блискучою шкірою, що зменшує опір під час руху в товщі води. Голова зазвичай велика й широка. Шия настільки вкорочена, що зовні межі між головою і тулубом не помітно. Зовнішніх вух немає, проте є слуховий прохід, що відкривається маленьким отвором у шкірі й веде до барабанної перетинки. Очі дуже маленькі, адаптовані до життя в морі, здатні витримувати високий тиск під час занурення тварини на велику глибину. Зі слізних проток виділяється секрет великих слізних залоз, який містить велику кількість жирів, що допомагає ясніше бачити у воді й захищає очі від дії солі. Ніздрі — одна (у зубатих китів) або дві (у вусатих китів) — розташовані у верхній частині голови й утворюють дихало. У китоподібних, на відміну від інших ссавців, легені з ротовою порожниною не пов'язані. Тварина вдихає повітря, піднявшись до поверхні води. Кров китів здатна поглинати більше кисню, ніж у наземних ссавців. Перед зануренням у воду легені наповнюються повітрям, яке, поки кит залишається під водою, нагрівається і насичується вологою. Коли звір спливає на поверхню, повітря, що з силою ним видихається, стикаючись з холодним зовнішнім, утворює стовп конденсованої пари, — так званий фонтан.
Розміри китоподібних найбільші серед ссавців: середня довжина тіла блакитного кита становить 25 м, вага — 90—120 т. Найменші китоподібні — білопузий дельфін і дельфін Гектора, що належать до роду Cephalorhynchys: довжина тіла в них не перевищує 120 см, маса — 45 кг.

## Анатомія

### Скелет
Скелет у китоподібних губчастий. У хребті від 41 до 98 хребців, які утворюють 4 відділи: сильно укорочений шийний (завжди із 7 хребців, загальна довжина яких не перевищує 15 см), грудний, поперековий і хвостовий. Грудний відділ несе 10—17 пар ребер, з яких тільки перші 2—8 пар зчленовано з грудиною. Міжхребетні диски додають хребту, особливо його хвостовій частині, великої гнучкості й рухливості. Задні кінцівки, крижовий відділ хребта й таз, як правило, втрачені. Грудний плавець підтримує дуже коротка плечова кістка, дві кістки передпліччя і численні кістки кисті, що іноді злиті в лопатеподібну структуру.

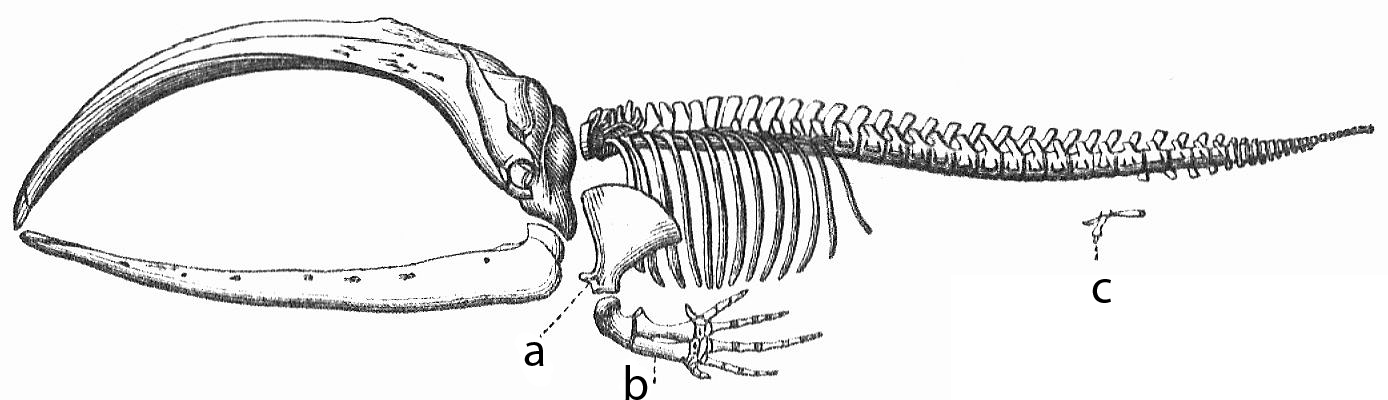
Скелет вусатого кита (видно рудименти тазових кісток)

Череп китів пристосований до специфічного способу дихання — ніздрі зміщені на тім'я. Носові кістки зменшені; тім'яні зрушені вбік так, що верхньопотилична кістка стикається з лобовими кістками. Кістки щелеп подовжені у зв'язку зі збільшенням числа зубів або розвитком цідильного апарату. Зуби є в усіх китів в ембріональному стані, але у вусатих китів атрофуються, не прорізуючись, і замінюються роговими пластинами так званого китового вуса. У зубастих китів зуби конічні, однорідні, недиференційовані на різці, ікла і корінні. Найбільше їхнє число відмічається у продельфіна Stenella longirostris: від 172 до 252 зубів. Найменше зубів у нарвала: 2 зуби у верхній щелепі, причому у самиць вони зазвичай не прорізуються, а у самця лівий зуб перетворений на довгий бивень.

### Органи травлення
Язик добре розвинутий, м'які губи відсутні. Слинних залоз немає або вони рудиментарні. Китоподібні заковтують здобич цілком, не пережовуючи. Шлунок складний, багатокамерний; здатний розтягуватись і вміщати багато корму (до 1,5 тонни в блакитного кита). Перший, беззалозистий, відділ шлунку є нижньою частиною стравоходу й служить для мацерації та механічної обробки їжі, він відсутній у дзьоборилових китів. Кардіальний відділ рясно всіяний залозистими клітками, що виділяють травні соки, він складчастий, сильно розтяжний, іноді дво- або тричастинний. Пилоричний відділ є розширеною передньою частиною дванадцятипалої кишки. Довжина кишки перевищує довжину тіла: від 4—5 разів (у гангського дельфіна і пляшконосів) до 15—16 разів (кашалот) і навіть до 32 разів (ла-платських дельфінів).

### Органи дихання і кровообігу
Зовнішніх ніздрів 2 у вусатих китів і 1 у зубастих китів. Вони зміщені на верх голови й забезпечені особливими клапанами, що рефлекторно замикають дихальні шляхи під час пірнання і відмикають під час випірнання. Унаслідок особливої будови гортані повітроносний хід відокремлений від стравоходу, що дозволяє китові безпечно дихати, навіть якщо в ротовій порожнині перебуває вода. Носовий канал у більшості видів сполучений з особливими повітряними мішками, що виконують роль звукосигнального органу. Трахея і бронхи вкорочені, що сприяє пришвидшенню акту дихання. Легені однодольчаті, із сильно розвиненою гладкою мускулатурою, що дозволяє за один видих-вдих оновлювати повітря на 80—90 % (у людини в нормі без фізичної напруги тільки на 15 %). Число альвеол і їх розміри більші, ніж у наземних ссавців.
Китоподібні здатні перебувати під водою від 2—10 до 30—40 хвилин (кашалот — до 1,5 годин). Тривалість занурення забезпечують велика місткість легенів і підвищений вміст міоглобіну в м'язах. Киснева місткість крові збільшена завдяки високому вмісту гемоглобіну і його підвищеній концентрації в еритроцитах.
Процес дихання китоподібних можна підрозділити на видих після тривалого занурення, проміжні акти дихання і глибокий вдих перед наступним зануренням. Коли кит спливає на поверхню, повітря, що видихається ним із силою, стикаючись з холоднішим зовнішнім, формує стовп пари, що конденсує (фонтан). У різних видів китоподібних фонтан розрізняється формою і висотою. У великих китів повітря, що видихається, виштовхується через дихало з такою силою, що проводить гучний трубний звук, у спокійну погоду чутний з великої відстані. Під час проміжних вдихів і видихів кит пірнає неглибоко, пливе майже по прямій лінії, дихаючи через правильні проміжки часу. Число проміжних актів дихання збільшується, чим довше кит залишається під водою під час основного занурення.
Під час занурення пульс у китоподібних сповільнюється більш ніж у 2 рази, а потік крові перерозподіляється так, що киснем забезпечуються в першу чергу мозок і серцевий м'яз. Менш чутливі до кисневого голодування тканини (особливо м'язи тіла) переходять на «голодний пайок». Слабка чутливість дихального центру мозку до накопичення в крові вуглекислоти дозволяє китоподібним значно продовжувати дихальну паузу.

## Спосіб життя
Поширені китоподібні в усіх океанах і в деяких морях. Є холодолюбні види, що живуть у полярних і субполярних водах (білухи, нарвали, гренландські кити), теплолюбні (смугастик Брайда), тропічні й субтропічні (багато дельфінів, карликові кашалоти) та види з широким ареалом, зокрема космополітичні (смугастики, кашалоти, косатки). Зустрічаються як біля узбережжя, так і у відкритому морі. Представники деяких видів здатні підійматися вгору по річках або постійно жити в річках і естуаріях.
Більшість видів — стадні тварини; тримаються групами від кількох особин до сотень і тисяч голів.
Харчування, як правило, спеціалізоване; серед китів зустрічаються планктофаги, теутофаги, іхтіофаги й саркофаги. Косатки — єдині китоподібні, що регулярно поїдають не тільки риб і безхребетних, але й теплокровних тварин (птахів, тюленів, інших китів).
Деякі види плавають дуже швидко (косатки, багато дельфінів), інші відносно повільні. Більшість китів тримаються в поверхневих водах; деякі можуть пірнати на значну глибину (кашалот).
Унаслідок пристосування до сезонних умов харчування і розмноження китоподібні утворили декілька біологічних груп. Для одних видів характерні строго регулярні сезонні міграції в межах північної або південної півкулі: на зиму вони пливуть у низькі широти для пологів, а на літо — в помірні й високі для нагулу жиру (майже всі вусаті кити, частина дзьоборилих і кашалоти).
Деякі з китів, наприклад сірі кити, щороку долають шлях від Північного Льодовитого океану до Мексики й назад — це понад 20 000 км — зі швидкістю близько 20 км/год. Вони орієнтуються і знаходять шлях, рухаючись малими групами. Інші також здійснюють міграції на значні відстані, але менш регулярно і з порушеннями сезонних термінів (малі косатки, гринди, сейвали, нарвали). Треті перейшли до порівняно осілого способу життя, здійснюючи кочівлю в межах невеликої акваторії (афаліни, річкові дельфіни, сірі дельфіни і інші). Міграції китоподібні здійснюють у межах знайомих областей, з дотриманням певних шляхів.

## Походження

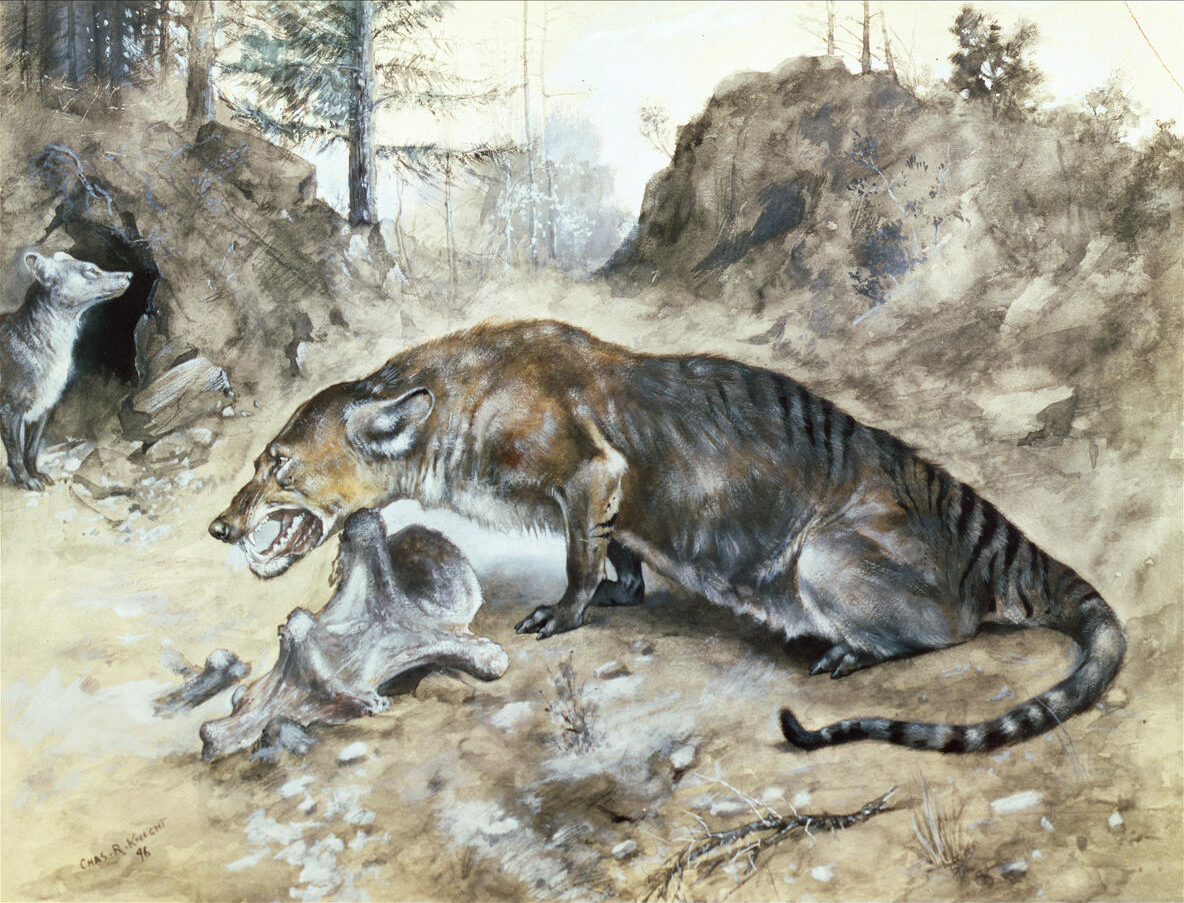
Мезонікс

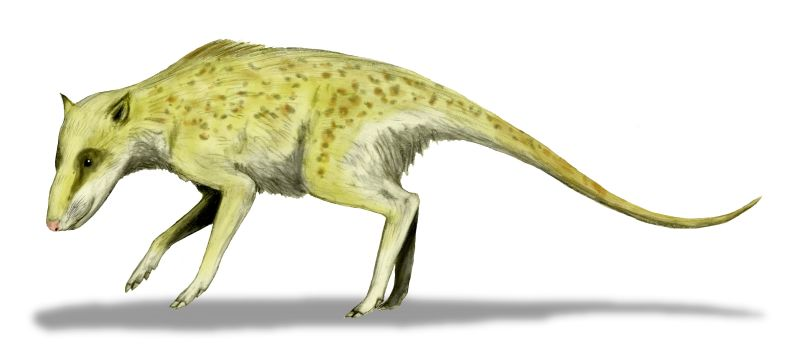
Індогіус

Кити, ймовірно, походять від наземних форм ссавців ряду парнопалі (найближча споріднена група — бегемоти), які близько 50 млн років тому перейшли до напівводного способу життя.
Існують різні гіпотези про походження китів. Уважається, що кити, дельфіни й морські свині походять від групи наземних ссавців, що називаються мезоніхії. Ці істоти були схожі на вовків, але мали копита, подібно до корів і оленів. Вони жили приблизно 60 млн років тому навколо стародавнього моря Тетіс, там, де тепер Середземне море і частина Азійського субконтиненту. Мезоніхії, ймовірно, полювали на рибу та інших водних тварин у прибережних болотах і естуаріях. Оскільки вони проводили все більше часу у воді, їхні тіла почали змінюватися. Вони стали більш обтічними, і в них розвинулися могутні, згладжені хвости. Їхні передні кінцівки поступово перетворювалися на плавники, а задні деградували. З'явився товстий шар підшкірного жиру, а волосяний покрив почав зникати. Для полегшення дихання з поверхні води ніздрі в них перемістились угору голови й поступово перетворилися на дихало.
Недавні дослідження показали, що сполучною ланкою був рід індохіусів, що мешкав на території сучасного Пакистану й зовні нагадував сучасних оленькових. Протягом еоцену предки китів поступово пристосовувалися до життя в морі, заповнюючи екологічну нішу, яка звільнилася після вимирання мозазаврів і плезіозаврів. З часом вони втратили всякий зв'язок із сушею і набули нових адаптаційних ознак, утративши риси, характерні для наземних ссавців.

## Таксони китів
Китів поділяють на дві великі групи за способом живлення:
- підряд китовиді (Balaenimorpha), або «вусаті кити» (Mysticeti), беззубі кити,
- підряд дельфіновиді (Delphinimorpha), або «безвусі кити», або зубаті кити (Odontoceti).

Справжні, або вусаті кити (Mysticeti) отримали свою назву завдяки довгим роговим пластинам «китового вуса», розміщеним на яснах замість зубів.
До підряду зубатих китів, або дельфіновидих (Odontoceti) відносять китоподібних із зубами — або на передній частині нижньої щелепи, або на обох щелепах (у деяких видів зуби не функціональні).
На відміну від вусатих китів, у зубатих китів ніздря непарна.
Зубаті кити, як-от дельфін, кашалот і косатка, мають гострі конічні зуби й живляться переважно рибою та кальмарами. Вусаті кити, як-от гладкі кити й смугачі, мають «вуса» замість зубів — численні вертикальні рогові пластинки з густою бахромою по краях, які утворюють подобу великого сита. Крізь нього кити пропускають морську воду й відціджують з неї свою їжу — криля чи дрібних рибок.
Від далеких предків зародилися три підряди китоподібних, що об'єднують 127 вимерлих і 38 сучасних видів: стародавні кити (археоцети), вусаті (або беззубі) кити (містакоцети) й зубасті кити (одоноцети). Сучасні два підряди різко розрізняються між собою як за зовнішньою і внутрішньою будовою, так і за біологією. Беззубі кити мають замість зубів ряд рогових пластинок, які звисають з верхньої щелепи, — так званий «китовий вус», яким вони фільтрують з води морський планктон.

## Китоподібні в Україні

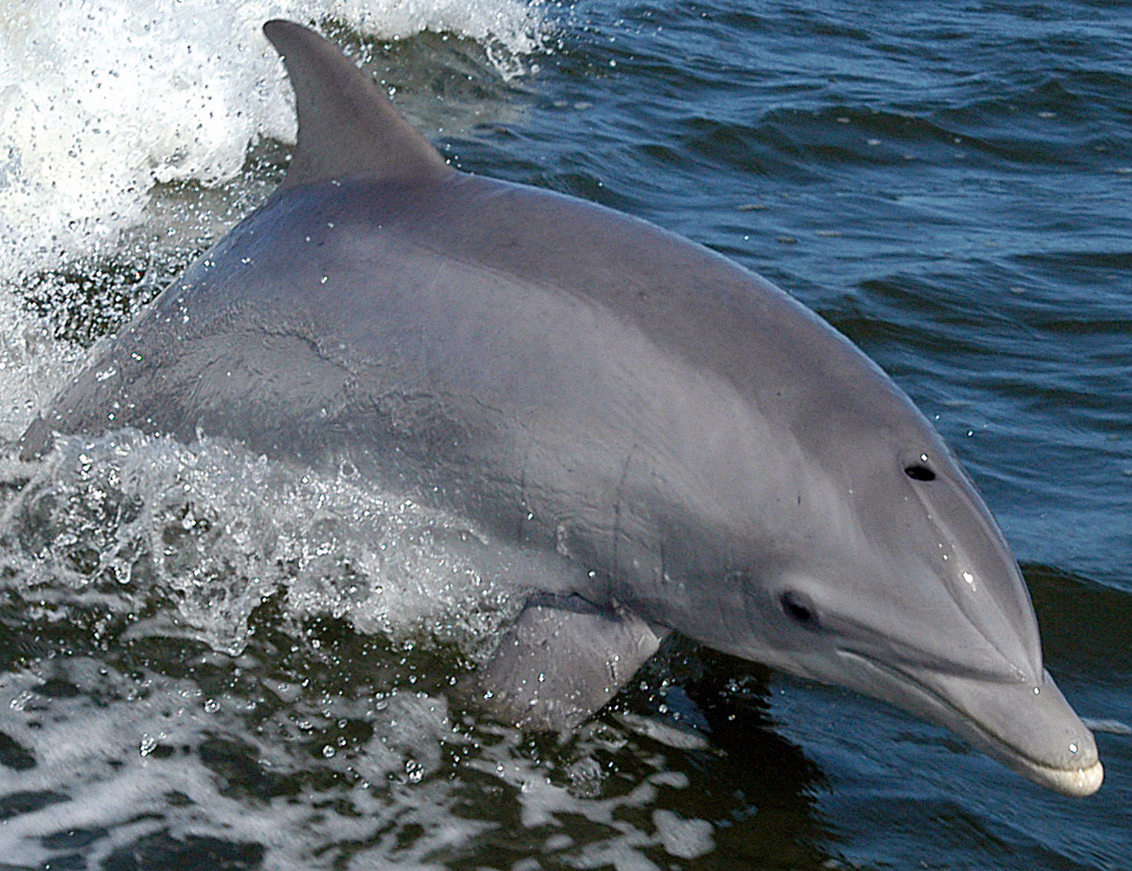
Афаліна звичайна

Вусаті кити в Україні не водяться. Зубатих китів можна зустріти й у Чорному, і в Азовському морях — це види дельфінів афаліна звичайна, білобочка, а також азовка (морська свиня). Усі вони занесені до Червоної книги України. Угода про збереження китоподібних Чорного моря, Середземного моря та прилеглої акваторії Атлантичного океану ратифікована Законом України від 9 липня 2003 року.

## Значення для людини

### Китобійний промисел

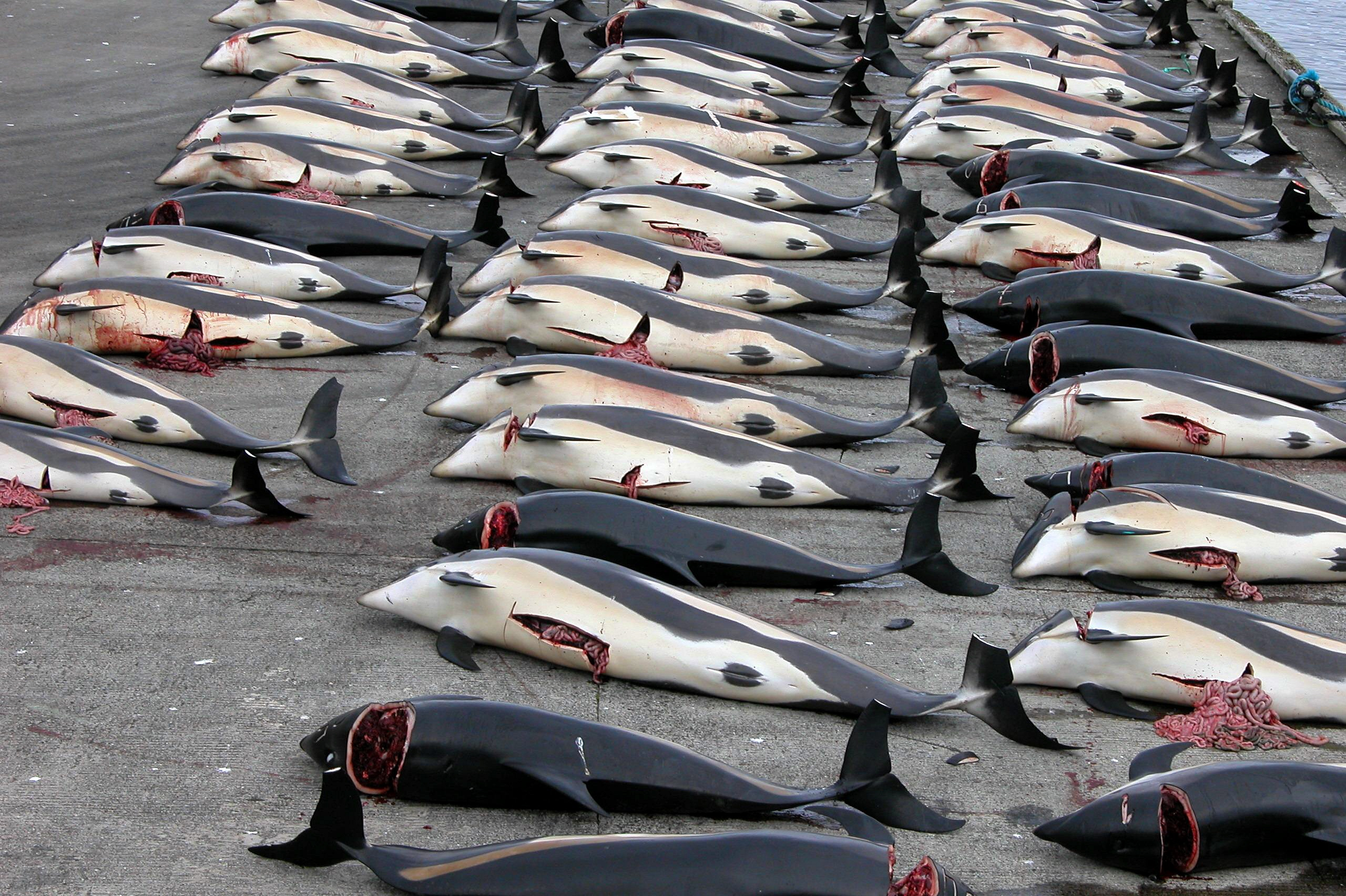
Вбиті дельфіни-білобочки на Фарерських островах

Ранні свідоцтва про регулярний китобійний промисел в Європі приходять від норвежців зі Скандинавії близько 800—1000 років н. е. Метою китобійного промислу було перш за все добування ворвані, що служила паливом і використовується в промисловості. Найціннішою для мисливців вважалася амбра — особлива речовина, що утворюється у кишці кашалотів. ЇЇ використовували у парфумерії через здатність фіксувати запах. Амбра коштувала вона надзвичайно дорого і продавалася на вагу золота. Здобич м'яса стала грати роль лише з другої половини 20 століття, м'ясо використовувалося для виготовлення ковбас. Так само має цінність і китовий вус.
Надмірний промисел призвів до занепаду китобійного промислу в Північній Атлантиці наприкінці 18 століття, а в північній частині Тихого океану в середині 19 століття. До кінця 19 століття популяції гренландських і гладких китів були майже повністю винищені. Британський арктичний китобійний промисел припинив своє існування в 1912 році.
До середини XX століття лідерами китобійної індустрії були Норвегія і Велика Британія, за якими йшли Голландія і США, що також брали активну участь в промислі. Проте після Другої світової війни ці країни припинили пелагічний промисел, і їм на зміну прийшли Японія і Радянський Союз, хоча прибережний промисел продовжувався ще в багатьох країнах. На Фарерських островах полювання на китів є традиційним промислом з 1584 року, що продовжується і понині. Люди на човнах заганяють китів у бухту і за допомогою спеціальних залізних гачків вбивають їх там. Бійня проводиться не в комерційних цілях. М'ясо тварин ніколи не продається — воно використовується жителями як харчовий продукт. Тільки навесні 2010 року жителі Фарерських островів таким способом забили близько 1150 рідкісних тварин. Продовжують вбивати китів, попри міжнародний мораторій, Південна Корея та Японія. Вони використовують лазівку в законі, яка допускає вбивство ссавців для наукового дослідження. Але захисники тварин ставляться до цього скептично, вважаючи, що ці країни використовують цей прийом, щоб вести комерційне полювання на китів під приводом їх вивчення.

## Чисельність та охоронні заходи

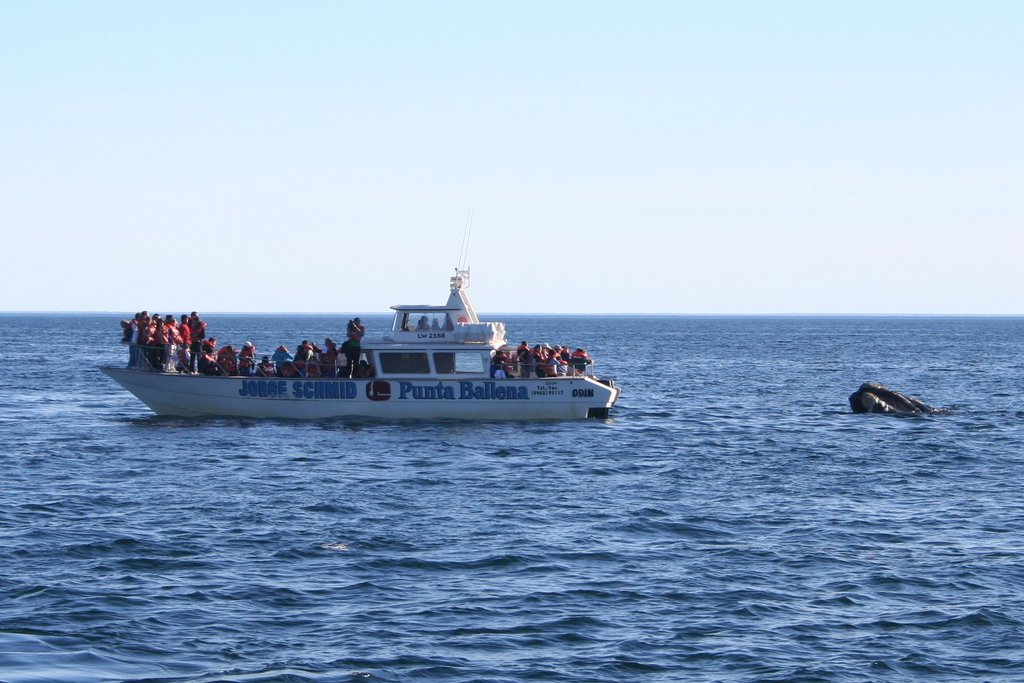
Спостереження

Надмірно інтенсивний промисел згубним чином позначився на чисельності китоподібних, привівши багатьох представників цього ряду до межі зникнення. Багато китоподібних занесено в списки Міжнародної Червоної книги. Нині комерційний промисел китів заборонений мораторієм Міжнародної комісії з регулювання китобійного промислу і законами більшості країн. В обмежених обсягах промисел ведеться тільки Норвегією, Ісландією і Японією, а також деякими аборигенними народами як одне з традиційних занять. Щорічно близько 1000 китів знищуються в комерційних цілях. Крім обмеженого вилову деякими країнами й браконьєрства, популяції китоподібних страждають від інших факторів, серед яких влучення в рибальські сітки (прилов), зміна клімату, аварії судів, токсичні забруднення морів і океанів, розробка нафтових та газових родовищ, знищення місцеперебувань та багато інших.
Розорені популяції китоподібних дуже повільно відновлюють чисельність через специфіку розмноження — самка кита народжує одного дитинча раз у кілька років.
Значний вплив на китів мають кліматичні зміни. Вони спричиняють широку палітру наслідків — від зміни температури моря й опріснення морської води за рахунок танення льодовиків і посилення опадів, до підвищення рівня моря, втрати льодовикових полярних місць мешкання і зменшення кількості крилю — основної їжі китів у ключових регіонах їхнього перебування.
Кит синій, кит-горбач, кит гренландський, кит південний гладкий і кит південний австралійський занесені до Додатків I i II Конвенції про збереження мігруючих видів диких тварин (CMS).
З 1986 року, 23 липня, в день коли був офіційно заборонений комерційний китобійний промисел, відзначається Всесвітній день китів і дельфінів.

## Виноски
1. ↑  Beck, Robin Md; Bininda-Emonds, Olaf Rp; Cardillo, Marcel; Liu, Fu-Guo; Purvis, Andy (2006). [No title found]. BMC Evolutionary Biology. 6 (1): 93. doi:10.1186/1471-2148-6-93. PMC 1654192. PMID 17101039.
2. ↑  O'Leary, Maureen A.; Bloch, Jonathan I.; Flynn, John J.; Gaudin, Timothy J.; Giallombardo, Andres; Giannini, Norberto P.; Goldberg, Suzann L.; Kraatz, Brian P.; Luo, Zhe-Xi (8 лютого 2013). The Placental Mammal Ancestor and the Post–K-Pg Radiation of Placentals. Science (англ.). 339 (6120): 662—667. doi:10.1126/science.1229237. ISSN 0036-8075.
3. ↑  Song, Sen; Liu, Liang; Edwards, Scott V.; Wu, Shaoyuan (11 вересня 2012). Resolving conflict in eutherian mammal phylogeny using phylogenomics and the multispecies coalescent model. Proceedings of the National Academy of Sciences (англ.). 109 (37): 14942—14947. doi:10.1073/pnas.1211733109. ISSN 0027-8424. PMC 3443116. PMID 22930817.
4. ↑  dos Reis, Mario; Inoue, Jun; Hasegawa, Masami; Asher, Robert J.; Donoghue, Philip C. J.; Yang, Ziheng (7 вересня 2012). Phylogenomic datasets provide both precision and accuracy in estimating the timescale of placental mammal phylogeny. Proceedings of the Royal Society B: Biological Sciences (англ.). 279 (1742): 3491—3500. doi:10.1098/rspb.2012.0683. ISSN 0962-8452. PMC 3396900. PMID 22628470.
5. ↑  Upham, Nathan S.; Esselstyn, Jacob A.; Jetz, Walter (4 грудня 2019). Tanentzap, Andrew J. (ред.). Inferring the mammal tree: Species-level sets of phylogenies for questions in ecology, evolution, and conservation. PLOS Biology (англ.). 17 (12): e3000494. doi:10.1371/journal.pbio.3000494. ISSN 1545-7885. PMC 6892540. PMID 31800571.
6. ↑  What are the biggest animals that have ever lived?. BBC Newsround. 2019. Процитовано 05.06.2023.
7. ↑  Важливо пам'ятати, що в кладистиці не розрізняють таксономічні ранги, а об'єктом аналізу є клади й ноди, тому поняття рангу (підряд, ряд тощо) є дуже умовним. Всі базові зведення з систематики ссавців розглядають китів і дельфінів як монофілетичну групу рангу ряду (а не підряду).
8. ↑  Лоран Сульє, сучасний французький паразитолог, довів стадність китів шляхом зняття і порівняння паразитів з різних особин. За його гіпотезою, під час контакту одного кита з іншим здійснюється обмін паразитами, що дозволяє дізнатися про приналежність тварини до того або іншого стада. Репортаж Жана-Мішеля Корійона. Спільна продукція Kwanza, RFO, Prodom, Bleu Lagon Productions, MAD Executive. Sur le dos des baleines // Thalassa: le magazine de la mer présenté par Georges Pernoud — France 3, 20:55—22:45, 25 квітня 2008 (UTC+2) [Архівовано 21 Лютого 2009 у Wayback Machine.] (фр.)
9. ↑  Угода про збереження китоподібних Чорного моря, Середземного моря та прилеглої акваторії Атлантичного океану. Архів оригіналу за 8 Вересня 2015. Процитовано 5 Грудня 2013.
10. ↑  Під час полювання на китів жителі Фарерських островів вбивають близько 1000 тварин // «[[Газета.ua]]», 23.11.2011. Архів оригіналу за 24 Грудня 2013. Процитовано 22 Грудня 2013.
11. ↑  Південна Корея дозволила вбивати китів // «[[ТСН]]», 5 липня 2012. Архів оригіналу за 24 Грудня 2013. Процитовано 22 Грудня 2013.
12. ↑  Додатки I i II до Конвенції про збереження мігруючих видів диких тварин (CMS)[недоступне посилання з липня 2019]
13. ↑  У світі відзначається Всесвітній день китів і дельфінів // Радіо «[[Голос столиці]]», 23.07.2013. Архів оригіналу за 24.12.2013. Процитовано 22.12.2013.
14. ↑  Lutz D. Schmadel. Dictionary of Minor Planet Names. — 5-th Edition. — Berlin, Heidelberg : Springer-Verlag, 2003. — 992 (XVI) с. — ISBN 3-540-00238-3.